# Asesinato de Dee Dee Blanchard
El asesinato de Dee Dee Blanchard es un caso policial ocurrido en Springfield, Misuri, Estados Unidos, el 14 de junio de 2015, cuando Gypsy Rose Blanchard junto con su novio, Nicholas Godejohn, asesinaron a la madre de ésta, Dee Dee Blanchard, de 48 años, de varias puñaladas en la espalda.

## Asesinato
En la madrugada del 14 de junio de 2015, agentes del departamento de policía del Condado de Greene, Misuri, Estados Unidos, encontraron el cuerpo sin vida de Dee Dee Blanchard (nacida el 3 de mayo de 1967 en Chackbay, Luisiana, como Clauddinea Pitre) boca abajo en la cama de su habitación en su casa de Springfield, Misuri, cubierta de sangre y con heridas de varios días a causa de puñaladas en la espalda causadas por un machete. En la casa no había rastro de su hija, Gypsy Rose, una chica que, según Blanchard, padecía leucemia, asma, distrofia muscular y otras enfermedades crónicas, además de tener "la capacidad mental de una niña de siete años por diversos daños cerebrales" derivados de su nacimiento prematuro.
Tras leer unas alarmantes publicaciones en Facebook la tarde en la que el cuerpo fue encontrado, los vecinos, preocupados, decidieron avisar a la policía para denunciar que Dee Dee podría haber sido víctima de algún tipo de extorsión y que Gypsy Rose, cuya silla de ruedas seguía en la casa, podría haber sido secuestrada. Al día siguiente, la policía encontró a Gypsy Rose en Wisconsin, donde se había desplazado con su novio, Nicholas Godejohn, un chico al que había conocido por Internet. Cuando los agentes informaron que Gypsy era una persona adulta, que no padecía ninguna de las enfermedades físicas y mentales que su madre afirmaba, el sentimiento de la opinión pública pasó de la preocupación por el posible secuestro de una niña altamente incapacitada, a la compasión por Gypsy Rose.
Las investigaciones posteriores revelaron que algunos de los doctores que habían atendido a Gypsy Rose, no habían encontrado pruebas que determinaran que padeciera dichas enfermedades.
Uno de los doctores afirmó encontrar indicios de Síndrome de Münchhausen por poder, una enfermedad mental que constituye una forma de maltrato infantil. Consiste en la simulación de enfermedades y patologías ficticias e inventadas en personas generalmente vulnerables (mayoritariamente niños). Las víctimas sufren un sometimiento continuo a exploraciones médicas, suministros de medicamentos e ingresos hospitalarios, que puede llegar a durar años, como en este caso. El fin es la búsqueda de gratificación emocional, simpatía y atención médica. Dee Dee consiguió que los médicos creyesen que su hija tenía asma, epilepsia, problemas auditivos, discapacidad visual, trastorno muscular, parálisis del tronco inferior, daños en el sistema digestivo y trastorno cromosómico, entre otras enfermedades. Llegó a ir al médico con Gypsy unas 100 veces entre 2005 y 2014.
Dee Dee se cambió el nombre en el momento en que su familia comenzó a sospechar que había envenenado a su madrastra y a recriminarle el modo en el que trataba a Gypsy Rose. A pesar de todo, muchísima gente aceptó su situación como verdadera y ambas se beneficiaron de los esfuerzos de organizaciones sin ánimo de lucro como Habitat for Humanity, y la Casa de Ronald McDonald. Gypsy Rose y su madre también visitaron la Fundación Make-A-Wish.
Dee Dee llevaba años haciendo pasar a su hija por una niña mucho más joven que fingía ser paralítica y enferma crónica, realizándole intervenciones quirúrgicas innecesarias y medicándola mientras la controlaba a través de malos tratos físicos y psicológicos.

## Sentencia
Gypsy Rose se declaró culpable de asesinato en segundo grado y fue sentenciada a diez años de cárcel, por otra parte, después de un breve juicio en noviembre de 2018, Godejohn fue condenado a cadena perpetua por asesinato en primer grado. 
El 27 de junio de 2022 contrajo matrimonio con Ryan Scott Anderson en la cárcel de Misuri. 
Fue liberada el 28 de diciembre del 2023, tres años antes de la fecha prevista y habiendo cumplido el 85% de la sentencia.

## En la cultura popular
El caso fue retratado por HBO en 2017 con el documental Mommy Dead and Dearest, dirigido por Erin Lee Carr. En 2018 se estrenó el documental Gypsy's Revenge, de Jesse Vile. Lifetime y Hulu produjeron en 2019 la miniserie The Act, protagonizada por Joey King y Patricia Arquette.
En 2020 se estrenó la película "Run", protagonizada por Sarah Paulson y Kiera Allen que trata el síndrome de Munchausen por poder, de unas características muy similares a las de Dee Dee. En ella, Sarah interpreta a Diane, una madre que hace creer a su hija que sufre de varios trastornos y enfermedades, entre ellos la parálisis.
A principios de 2024 se estrenó "The Prison Confessions of Gypsy Rose Blanchard", una docuserie de seis capítulos donde Gypsy narra su historia personalmente desde la cárcel.